# Alice in Wonderland (attractie)
Alice in Wonderland is grotendeels een darkride in het Amerikaanse attractiepark Disneyland Park. De attractie opende 14 juni 1958 in het themagebied Fantasyland en is gebaseerd op de Disney-film Alice in Wonderland. De attractie is uniek en werd gebouwd door Arrow Development. Het is in geen enkel ander Disney-park gebouwd.
De darkride opende in 1958 en is daarmee een van de oudste attracties van het attractiepark. In 1984 werd de attractie gerenoveerd en deels herbouwd naar de maatstaven van die tijd. In de jaren 10 werd de attractie opnieuw flink gerenoveerd. Hierbij werd grotendeels de originaliteit uit de jaren 80 behouden. Wel werden diverse moderne technieken aan de rit aangebracht zoals het gebruik van projectieschermen en hologrammen.

## Rit
De rit begint in de buitenlucht. Het voertuig, gedecoreerd naar een rups, rijdt vervolgens een tunnel gedecoreerd naar een grot in. Hierin wordt het idee gecreëerd dat het voertuig via een gat in een andere wereld terechtkomt zoals in het verhaal van Alice in Wonderland. Op de muren en het plafond zijn projecties te zien van vliegden voorwerpen. Het voertuig komt uit in een bos waar diverse figuren opgesteld staan uit de Disney-film Alice in Wonderland zoals een konijn. Hierna veranderd het vrolijk ogende bos in een donker bos, waarin diverse bordjes ter decoratie staan met de tekst 'way out'. Vanuit het bos betreedt het voertuig het kasteel van de hartenkoningin, waarin ook haar leger bestaand uit speelkaarten te zien is. Vanuit deze scène komt het voertuig in de buitenlucht terecht. Hierna volgt een korter darkridegedeelte waarin Alice met een deel van de personages en figuren uit de Disney-film aan een tafel zit te eten. Ze wordt omringd door dansend tafelbestek. Na een grote verjaardagstaart gepasseerd te zijn, komen de voertuigen terecht in het station.

## Afbeeldingen

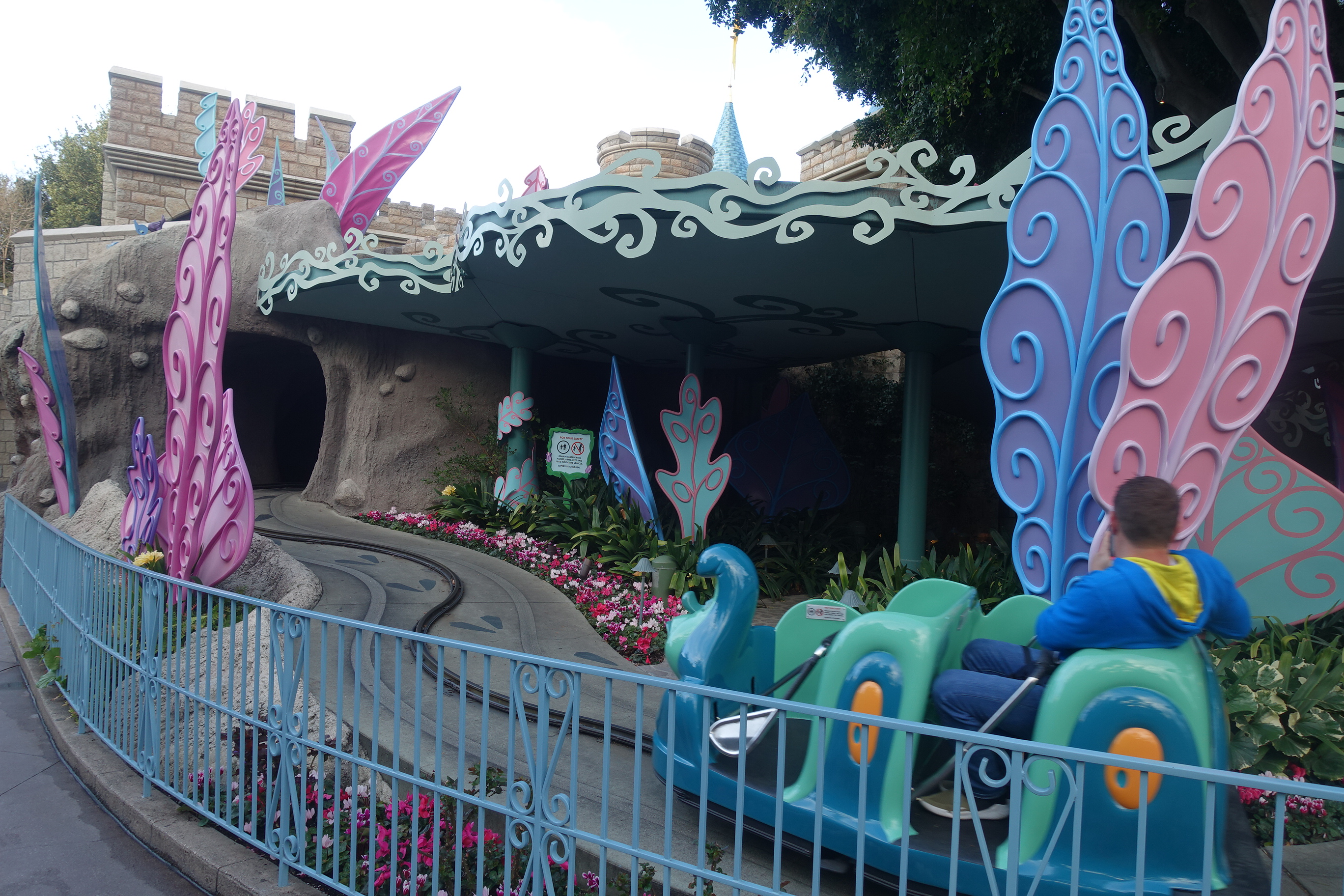
Een deel van de rit vindt in de buitenlucht plaats.
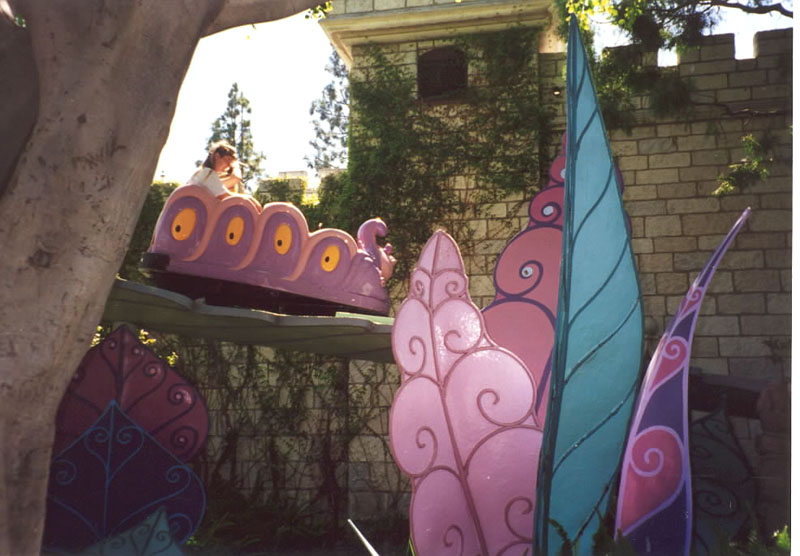
Een van de voertuigen
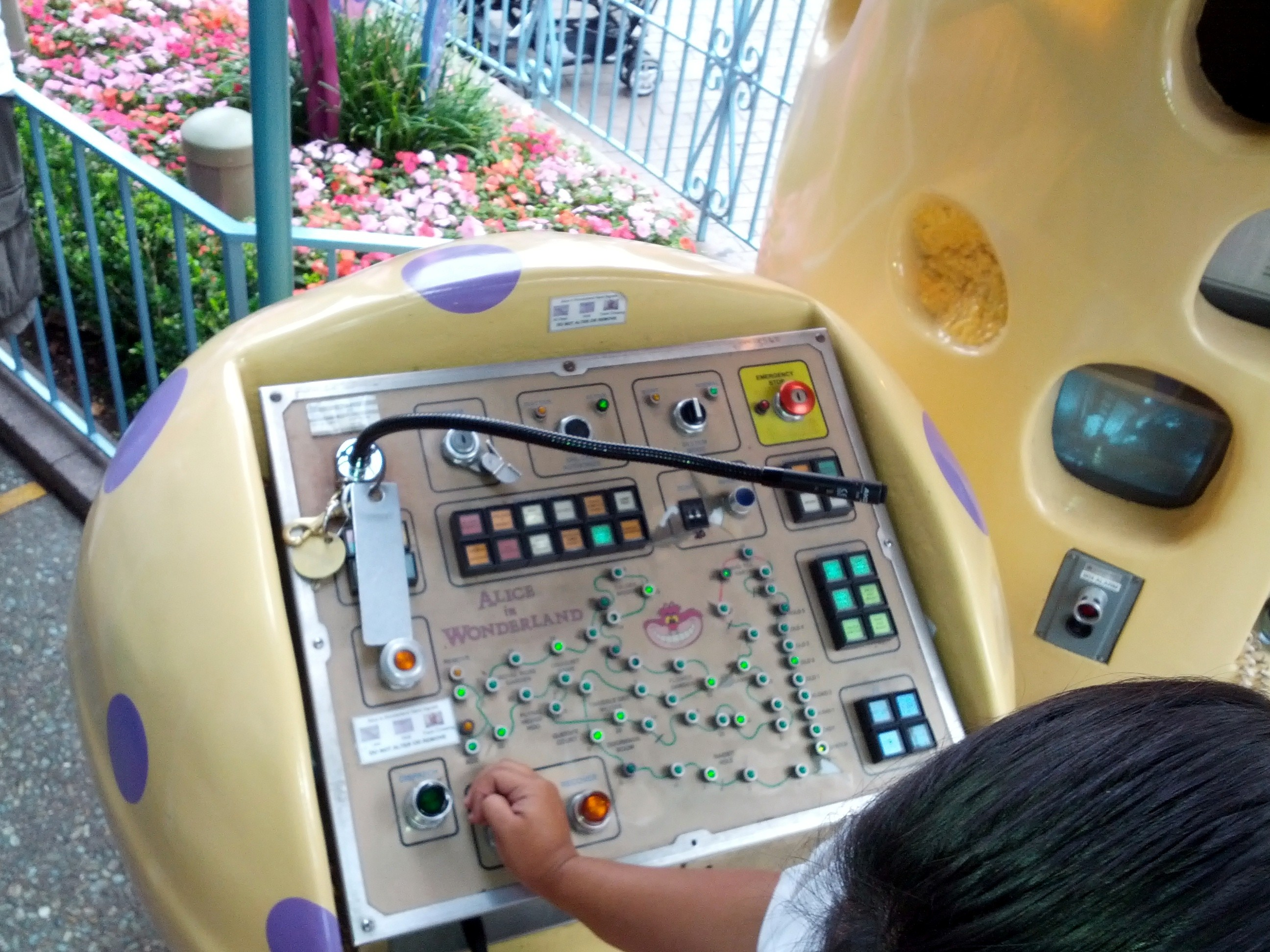
Bedienpaneel

Disneyland Resort · Lijst van attracties in Disneyland Park · Sleeping Beauty Castle · afbeeldingen